# TT Isla de Man de 1960
El TT Isla de Man de 1960 fue la segunda prueba de la temporada 1960 del Campeonato Mundial de Motociclismo. El Gran Premio se disputó del 13 al 17 de junio de 1960 en el circuito de Snaefell Mountain Course.

## Resultados TT Senior 500cc
John Surtees lideró el TT Senior de principio a fin y estableció un nuevo récord de vueltas de 104.08 millas por hora. A 102.44 mph, también condujo de promedio de la primera carrera por encima de 100 mph. Su compañero de equipo John Hartle terminó segundo a dos minutos y el piloto más rápido Norton Mike Hailwood ya se quedó a cinco minutos y medio de diferencia.

| Pos.    | Piloto           | Equipo    | Tiempo    | Pts. |
| ------- | ---------------- | --------- | --------- | ---- |
| 1       | John Surtees     | MV Agusta | 2:12"35'2 | 8    |
| 2       | John Hartle      | MV Agusta | 2:15"14'2 | 6    |
| 3       | Mike Hailwood    | Norton    | 2:18"11'6 | 4    |
| 4       | Tom Phillis      | Norton    | 2:18"59'8 | 3    |
| 5       | Dickie Dale      | Norton    | 2:19"09'8 | 2    |
| 6       | Bob Brown        | Norton    | 2:19"51'4 | 1    |
| 7       | Tony Godfrey     | Norton    | 2:20"44'2 |      |
| 8       | Bob Anderson     | Norton    | 2:21"17'0 |      |
| 9       | Paddy Driver     | Norton    | 2:23"07'8 |      |
| 10      | Ralph Rensen     | Norton    | 2:23"08'0 |      |
| 11      | John Lewis       | Norton    | 2:23"19'0 |      |
| 12      | Roy Ingram       | Norton    | 2:24"53'6 |      |
| 13      | Bill Smith       | Matchless | 2:24"54'8 |      |
| 14      | Peter Middleton  | Norton    | 2:25"09'8 |      |
| 15      | Jim Redman       | Norton    | 2:25"18'0 |      |
| 16      | Jack Bullock     | Matchless | 2:25"27'2 |      |
| 17      | Syd Mizen        | Matchless | 2:25"29'8 |      |
| 18      | Derek Powell     | Matchless | 2:25"38'0 |      |
| 19      | George Catlin    | Matchless | 2:25"51'2 |      |
| 20      | Terry Shepherd   | Norton    | 2:27"25'6 |      |
| 23      | Jack Brett       | Norton    | 2:30"13'0 |      |
| 29      | Alberto Pagani   | Norton    | 2:33"44'6 |      |
| Ret     | Derek Chatterton | Matchless | Ret       |      |
| Ret     | Ladi Richter     | Norton    | Ret       |      |
| Ret     | Mike Duff        | Norton    | Ret       |      |
| Ret     | Alan Shepherd    | Matchless | Ret       |      |
| Ret     | Derek Minter     | Norton    | Ret       |      |
| Ret     | Bob McIntyre     | Norton    | Ret       |      |
| Ret     | Hugh Anderson    | Norton    | Ret       |      |
| Fuente: |                  |           |           |      |

## Resultados Junior 350cc
John Surtees lideró al Junior TT durante cuatro vueltas, pero retrocedió cuando cayó. Como resultado, su compañero de equipo John Hartle ganó. Surtees logró mantenerse por delante de Bob McIntyre en su AJS Boy Racer preparado por Joe Potts.
| Pos. | Piloto            | Moto              | Tiempo    | Pts. |
| ---- | ----------------- | ----------------- | --------- | ---- |
| 1    | John Hartle       | MV Agusta         | 2:20"28'8 | 8    |
| 2    | John Surtees      | MV Agusta         | 2:22"24'2 | 6    |
| 3    | Bob McIntyre      | Potts Special-AJS | 2:22"50'4 | 4    |
| 4    | Derek Minter      | Norton            | 2:25"05'6 | 3    |
| 5    | Ralph Rensen      | Norton            | 2:28"21'4 | 2    |
| 6    | Bob Anderson      | Norton            | 2:28"25'2 | 1    |
| 7    | Alan Shepherd     | AJS               | 2:28"58'2 |      |
| 8    | John Lewis        | Norton            | 2:29"00'0 |      |
| 9    | Brian Setchell    | Norton            | 2:29"07'4 |      |
| 10   | George Catlin     | AJS               | 2:29"20'0 |      |
| 11   | Syd Mizen         | AJS               | 2:29"26'4 |      |
| 12   | Bill Smit         | AJS               | 2:30"33'2 |      |
| 13   | Eddie Crooks      | Norton            | 2:30"41'0 |      |
| 14   | Paddy Driver      | Norton            | 2:31"15'8 |      |
| 15   | Peter Middleton   | Norton            | 2:31"24'0 |      |
| 16   | Roy Ingram        | Norton            | 2:31"33'8 |      |
| 17   | Jack Brett        | Norton            | 2:31"43'8 |      |
| 18   | Derek Powell      | AJS               | 2:31"45'2 |      |
| 19   | Jim Redman        | Norton            | 2:32"02'0 |      |
| 20   | Ray Fay           | AJS               | 2:32"10'2 |      |
| 23   | Fred Stevens      | Norton            |           |      |
| 29   | Bert Schneider    | Norton            |           |      |
| 31   | Alberto Pagani    | Norton            | 2:37"44'8 |      |
| Ret  | Tom Phillis       | Norton            | Ret       |      |
| Ret  | Dickie Dale       | Norton            | Ret       |      |
| Ret  | Mike Hailwood     | AJS               | Ret       |      |
| Ret  | Terry Shepherd    | Norton            | Ret       |      |
| Ret  | Ernesto Brambilla | Bianchi           | Ret       |      |
| Ret  | Hugh Anderson     | AJS               | Ret       |      |

## Resultados Lightweight 250cc
Con la nueva MV Agusta 250 Bicilindrica, Gary Hocking y Carlo Ubbiali se convirtieron en primero y segundo en esta carrera, por delante de Tarquinio Provini en Moto Morini 250 Bialbero. Las tres espectaculares Honda RC 161 los siguieron, haciendo que Bob Brown fuera el más rápido acabando cuarto. Brown entró por el lesionado Kenjiro Tanaka, pero fue el único piloto de Honda que corrió en Mountain Course. Dickie Dale reemplazó al lesionado Ernst Degner en MZ, pero no llegó a la meta.
| Pos. | Piloto            | Moto      | Tiempo    | Pts. |
| ---- | ----------------- | --------- | --------- | ---- |
| 1    | Gary Hocking      | MV Agusta | 2:00"53'0 | 8    |
| 2    | Carlo Ubbiali     | MV Agusta | 2:01"33'4 | 6    |
| 3    | Tarquinio Provini | Morini    | 2:01"44'6 | 4    |
| 4    | Bob Brown         | Honda     | 2:06"53'8 | 3    |
| 5    | Moto Kitano       | Honda     | 2:18"11'0 | 2    |
| 6    | Naomi Taniguchi   | Honda     | 2:20"41'0 | 1    |
| 7    | Michael O'Rourke  | Ariel     | 2:21"11'0 |      |
| 8    | Luigi Taveri      | MV Agusta | 2:25"34'2 |      |
| 9    | Osvaldo Perfetti  | Bianchi   | 2:25"56'6 |      |
| 10   | Alan Dugdale      | NSU       | 2:27"01'4 |      |
| 11   | Brian Clark       | Ducati    | 2:27"25'0 |      |
| 12   | J. Bacon          | Norton    | 2:28"34'8 |      |
| 13   | John Patrick      | Velocette | 2:28"40'2 |      |
| 14   | Karl Holthaus     | NSU       | 2:28"46'4 |      |
| 15   | Leonard Williams  | LW-Norton | 2:33"31'4 |      |
| 16   | Roly Capner       | BSA       | 2:39"37'8 |      |
| 17   | Pat Walsh         | MV Agusta | 2:46"23'6 |      |
| Ret  | Tom Phillis       | Honda     | Ret       |      |
| Ret  | Alan Shepherd     | GMS       | Ret       |      |
| Ret  | Bob Anderson      | MZ        | Ret       |      |
| Ret  | Derek Minter      | Bianchi   | Ret       |      |
| Ret  | Dickie Dale       | MZ        | Ret       |      |
| Ret  | Mike Hailwood     | Ducati    | Ret       |      |
| Ret  | Ralph Rensen      | NSU       | Ret       |      |
| Ret  | Syd Mizen         | REG       | Ret       |      |
| Ret  | Giichi Suzuki     | Honda     | Ret       |      |
| Ret  | John Hempleman    | MZ        | Ret       |      |

## Lightweight 125 cc TT
El Lightweight 125 cc TT, Carlo Ubbiali no dejó crecer por detrás de él. Ya en la primera ronda con un comienzo fulgurante, rompió el récord de vuelta y ganó a sus compañeros Gary Hocking y Luigi Taveri. Bob Anderson terminó quinto con la MZ RE 125 de Ernst Degner, seguido de cinco Honda RC 143. Las Colleda RT 60 no anotaron ningún punto en su primera actuación.
| Pos. | Corredor          | Moto      | Tiempo    | Pts. |
| ---- | ----------------- | --------- | --------- | ---- |
| 1    | Carlo Ubbiali     | MV Agusta | 1:19"21'2 | 8    |
| 2    | Gary Hocking      | MV Agusta | 1:19"41'0 | 6    |
| 3    | Luigi Taveri      | MV Agusta | 1:21"07'6 | 4    |
| 4    | John Hempleman    | MZ        | 1:21"35'8 | 3    |
| 5    | Bob Anderson      | MZ        | 1:22"00'8 | 2    |
| 6    | Naomi Taniguchi   | Honda     | 1:24"49'0 | 1    |
| 7    | Giichi Suzuki     | Honda     | 1:24"57'4 |      |
| 8    | Sadao Shimazaki   | Honda     | 1:25"02'0 |      |
| 9    | Teisuke Tanaka    | Honda     | 1:25"07'4 |      |
| 10   | Tom Phillis       | Honda     | 1:27"19'2 |      |
| 11   | Gary Dickinson    | Ducati    | 1:30"07'6 |      |
| 12   | Alberto Pagani    | MV Agusta | 1:30"36'8 |      |
| 13   | Jim Redman        | Ducati    | 1:31"00'8 |      |
| 14   | Brian Clark       | Ducati    | 1:32"17'6 |      |
| 15   | Toshio Matsumoto  | Colleda   | 1:34"29'6 |      |
| 16   | Michio Ichino     | Colleda   | 1:37"29'4 |      |
| 17   | Roberto Patrigani | Ducati    | 1:38"36'0 |      |
| 18   | Ray Fay           | Colleda   | 1:40"10'2 |      |
| 19   | Moto Kitano       | Honda     | 1:44"35'8 |      |
| 20   | Pat Walsh         | MV Agusta | 1:45"36'2 |      |
| Ret  | Ken Kavanagh      | Ducati    | Ret       |      |
| Ret  | Mike Hailwood     | Ducati    | Ret       |      |
| Ret  | John Grace        | Bultaco   | Ret       |      |